# Steven Eckholdt
Steven A. Eckholdt (Los Angeles, 6 febbraio 1961) è un attore statunitense di origini tedesche.
È principalmente noto per i ruoli televisivi.

## Biografia
Eckholdt ha iniziato la sua carriera cinematografica a metà degli anni '80 con apparizioni in programmi TV come The Love Boat e 21 Jump Street. Ha ottenuto ruoli ricorrenti in Linea diretta (una serie CBS di breve durata nel 1991) e Una famiglia come le altre . Le sue apparizioni sullo schermo principale includono L.A. Law - Avvocati a Los Angeles, Melrose Place, It's Like, You Know..., Providence, West Wing - Tutti gli uomini del Presidente e The L Word.
È apparso come Mark Robinson, un collega di Rachel Green nella sitcom  Friends. Il suo ruolo nel pilot televisivo del 1997 per la sitcom Papà è visto dal pubblico di test della anteprima televisiva, un'operazione di ricerca di marketing in cui ai partecipanti viene detto che stanno vedendo un pilota per un nuovo programma. Nel 1997 Eckholdt è apparso anche in The Puppy Episode di Ellen , e in The Practice - Professione avvocati. Nel film del 1986 Il replicante, Eckholdt ha interpretato il personaggio George nella sequenza di apertura del film. Ha recitato nel ruolo di Peter Albright in Santa Who (2000), un film TV con Leslie Nielsen.
Nel 2003 Eckholdt ha recitato nella sitcom televisiva CBS  My Big Fat Greek Life , che si basava sul film commedia di successo Il mio grosso grasso matrimonio greco. Ha interpretato il ruolo di Thomas Miller, il personaggio originariamente interpretato come Ian Miller da John Corbett nella versione cinematografica. Nel 2003 è apparso in Secret Santa con Jennie Garth. Nel 2003 è apparso in Comfort and Joy con Nancy McKeon. Nel 2008 è apparso in Il nostro primo Natale con Julie Warner e Dixie Carter. Nel 2010 è apparso nella settima stagione di Due uomini e mezzo come Brad, un avvocato che provoca la rottura di Charlie e Chelsea.

## Filmografia

### Cinema
- A proposito della notte scorsa... (About Last Night...), regia di Edward Zwick (1986)
- Il replicante (The Wraith), regia di Mike Marvin (1986)
- Per gioco e... per amore (For Keeps?), regia di John G. Avildsen (1988)
- Una vita in fuga (The Runnin' Kind), regia di Max Tash (1989)
- Just in Time, regia di Shawn Levy (1997)
- Making Sandwiches, cortometraggio, regia di Sandra Bullock (1998)
- Le parole che non ti ho detto (Message in a Bottle), regia di Luis Mandoki (1999)
- Leaving Drew, cortometraggio (2000)
- Arcadia, regia di Olivia Silver (2012)
- The Paper Boat (2015)
- A Taylor Story, cortometraggio (2016)

### Televisione
- Love Boat - serie TV, episodio 9x12 (1986)
- A cuore aperto (St. Elsewhere) - serie TV, episodio 5x04 (1986)
- Biancaneve a Beverly Hills (The Charmings) -serie TV, 1 episodio (1988)
- Un ragazzo sulla trentina (14 Going on 30) - film TV, regia di Paul Schneider (1988)
- The Taking of Flight 847: The Uli Derickson Story - film TV, regia di Paul Wendkos (1988)
- Go Toward the Light - film TV, regia di Mike Robe (1988)
- Day by Day - serie TV, 2 episodi (1988-1989)
- She's the Sheriff - serie TV, 3 episodi (1989)
- Hunter - serie TV, episodio 6x03 (1989)
- Baywatch - serie TV, 1x09 (1989)
- Matlock - serie TV, episodio 4x15 (1990)
- I quattro della scuola di polizia (21 Jump Street) - serie TV, episodio 4x22 (1990)
- Donna in carriera (Working Girl) - serie TV, 1x05 (1990)
- The Backery - film TV (1990)
- Linea diretta (WIOU) - serie TV, 4 episodi (1990-1991)
- Due come noi (Jake and the Fatman) - serie TV, episodio 4x19 (1991)
- L.A. Law - Avvocati a Los Angeles (L.A. Law) - serie TV, 9 episodi (1991-1994)
- Una famiglia come le altre (Life Goes On) - serie TV, 6 episodi (1992)
- Grapevine - serie TV, 6 episodi (1992)
- Condition: Critical - film TV (1992)
- Wings - serie TV, episodio 4x11 (1993)
- Melrose Place - serie TV, 10 episodi (1993-1994)
- Uno sconosciuto accanto a me (The Stranger Beside Me) - film TV, regia di Sandor Stern (1995)
- The Monroes - serie TV, 8 episodi (1995)
- The Naked Truth - serie TV, episodio 1x14(1995)
- Daytona Beach - film TV (1996)
- Champs - serie TV, 2 episodi (1996)
- Ellen - serie TV, episodio 4x22 (1997)
- The Practice - Professione avvocati (The Practice) - serie TV, 3 episodi (1997)
- George and Leo - serie TV, 1 episodio (1997)
- Friends - serie TV, 6 episodi (1997-2004)
- I Know What You Did - film TV (1998)
- Maximum Bob - serie TV, 1 episodio (1998)
- Family Blessings - film TV (1998)
- It's Like, You Know... - serie TV, 26 episodi (1999-2001)
- Grapevine - serie TV, 5 episodi (2000)
- Così è la vita (That's Life) - serie TV, 2 episodi (2000)
- Chi sono? Babbo Natale? (Santa Who?) . film TV, regia di William Dear (2000)
- In tribunale con Lynn (Family Law) - serie TV, 3 episodi (2001)
- And Never Let Her Go - film TV (2001)
- Providence - serie TV, 9 episodi (2001)
- My Big Fat Greek Life - serie TV, 7 episodi (2003)
- Comfort and Joy - film TV (2003)
- West Wing - Tutti gli uomini del Presidente (The West Wing) - serie TV, 6 episodi (2003-2006)
- Desperate Housewives - serie TV, episodio 1x05 (2004)
- Las Vegas - serie TV, episodio 2x19 (2005)
- NCIS - Unità anticrimine (NCIS) - serie TV, episodio 2x22 (2005)
- CSI: Miami - serie TV, episodio 4x01 (2005)
- Half & Half - serie TV, 3 episodi (2005-2006)
- Boston Legal - serie TV, episodio 2x21(2006)
- Shark - Giustizia a tutti i costi - (Shark) -serie TV, episodio 1x03 (2006)
- Twenty Good Years - serie TV, 1 episodio (2006)
- The L Word - serie TV, 9 episodi (2006-2007)
- Smith - serie TV, 2 episodi (2006-2007)
- Il nostro primo Natale (Our First Christmas) - film TV, regia di Armand Mastroianni (2008)
- Cold Case - Delitti irrisolti (Cold Case) - serie TV, episodio 6x15 (2009)
- CSI: Scena del crimine (CSI: Crime Scene Investigation) - serie TV, episodio 10x12 (2010)
- Due uomini e mezzo (Two and a Half Men) - serie TV, 2 episodi (2010)
- Southland - serie TV, episodio 2x02 (2010)
- Big Mike - film TV (2011)
- Undercover Bridesmaid - film TV (2012)
- A passo di danza (Bunheads) - serie TV, episodio 1x03 (2012)
- Warehouse 13 - serie TV, episodio 4x07 (2012)
- Castle - serie TV, episodio 5x09 (2012)
- Bones - serie TV, episodio 9x05 (2013)
- Maron - serie TV, 1 episodio (2014)
- Rizzoli & Isles - serie TV, episodio 5x18 (2015)

## Doppiatori italiani
Nelle versioni in italiano delle opere in cui ha recitato, Steven Eckholdt è stato doppiato da:
- Massimo De Ambrosis in Desperate Housewives
- Vittorio Guerrieri in NCIS - Unità anticrimine
- Davide Marzi in CSI: Miami
- Francesco Prando in Cold Case - Delitti irrisolti
- Sergio Di Stefano in CSI - Scena del crimine
- Sergio Lucchetti in Due uomini e mezzo
- Francesco Bulckaen in Castle